# Klaus Oswatitsch
Klaus Oswatitsch (* 10. März 1910 in Maribor; † 1. August 1993 in  Wien) war ein österreichischer Physiker. Er lieferte bedeutende Beiträge zum grundlegenden Verständnis der Strömungsmechanik, speziell der Gasdynamik und Überschallströmungen und beschäftigte sich auch mit Fragen der Raum- und Luftfahrt.

## Leben
Oswatitsch studierte Mathematik und Physik an der Universität Graz, an der er 1935 promoviert wurde. 1938 legte er außerdem seine Staatsexamina als Lehrer ab. Seine wissenschaftliche Laufbahn begann er 1938 als Assistent von Ludwig Prandtl am Kaiser-Wilhelm- (heute Max-Planck-) Institut für Strömungsforschung in Göttingen. 1942 bis 1946 war er dort Privatdozent und forschte außerdem im Zweiten Weltkrieg für das Heereswaffenamt. 1946 war er kurz beim Royal Aircraft Establishment in Farnsworth und arbeitete 1947 für das französische Militär in Emmendingen. 1948/49 hielt er Vorlesungen in Freiburg im Breisgau. Nach langjährigen Forschungstätigkeiten in Stockholm (1949 bis 1956) an der Königlich Technischen Hochschule Aachen, wo er 1956 das Institut für Theoretische Gasdynamik der DVLR gründete und leitete,  wurde er 1960 als Professor für Strömungslehre an die Technische Hochschule (heute Universität) Wien berufen. 1980 wurde er emeritiert.
1962 und 1975 war er Vorsitzender des Symposium Transsonicum. Er war Ehrendoktor der TH Karlsruhe, der Königlich Technischen Hochschule Stockholm und der ETH Zürich.
Sein Sohn Martin Oswatitsch ist ein heute unter dem Pseudonym „MmM“ tätiger Künstler. Seine älteste Tochter Ruthild Winkler wirkte als Biochemikerin am Max-Planck-Institut für biophysikalische Chemie und war mit dem Nobelpreisträger Manfred Eigen verheiratet.

## Werke
- Gasdynamik, Springer Verlag 1952
- Grundlagen der Gasdynamik, Springer Verlag 1976
- Spezialgebiete der Gasdynamik: Schallnähe, Hyperschall, Tragflächen, Wellenausbreitung, Springer Verlag 1977
- Physikalische Grundlagen der Strömungslehre, in: Flügge, Truesdell (Hrsg.) Handbuch der Physik, Band VIII/1, Strömungsmechanik 1, Springer Verlag 1959
- mit Ludwig Prandtl, Karl Wieghardt Führer durch die Strömungslehre, 9. Auflage, Vieweg 1990
- Herausgeber: Two phase flow, Vieweg 1977

## Auszeichnungen
- Ludwig-Prandtl-Ring
- Wilhelm-Exner-Medaille
- Dr.e.h. der Universität Karlsruhe
- Mitglied der Internationalen Akademie für Astronautik in Paris
- Mitglied der Deutschen Akademie der Naturforscher Leopoldina (1970)